# Jicchak Navon
Jicchak Navon (hebrejsky יצחק נבון‎, 9. dubna 1921, Jeruzalém – 6. listopadu 2015) byl izraelský politik, diplomat, prozaik, dramatik a pedagog. V letech 1978 až 1983 zastával funkci izraelského prezidenta. Byl prvním sabrou (Židem narozeným na území země izraelské či Izraele), který se stal izraelským prezidentem a zároveň byl prvním sefardským prezidentem Izraele.
Než se stal prezidentem, zastával různé funkce v izraelské státní správě, a to především na ministerstvu školství a kultury, kde se zasadil o rozvoj v mnoha oblastech, který je patrný dodnes (například komunitní centra matnas). Byl osobním tajemníkem prvního ministerského předsedy Davida Ben Guriona a ve dvou různých obdobích byl po více než 20 let poslancem Knesetu za strany Rafi a Stranu práce. Celkem šest let byl ministrem školství a kultury v izraelské vládě. Mimo politiku byl aktivní v mnoha oblastech umělecké tvorby; je autorem dvou muzikálů, několika povídek a televizního seriálu. Ve veškeré své umělecké tvorbě se zaměřoval na sefardskou komunitu. Podle telefonického průzkumu veřejného mínění z prosince 2007 jej považovalo nejvíce Izraelců za nejlepšího izraelského prezidenta v historii státu.

## Mládí
Navon se narodil v Jeruzalémě do rodiny sefardských rabínů, která žila v Palestině již od 17. století. Z otcovy strany je potomkem španělských Židů, kteří se po vyhnání ze Španělska v roce 1492 uchýlili do Osmanské říše. Rodina otcových předků (Baruch Mizrachi nebo Al Mašraki) se do Jeruzaléma přestěhovala v roce 1670. Z matčiny strany je potomkem známého kabalisty Chajima Ben Atara. Ben Atarova rodina přišla do Jeruzaléma z Maroka roku 1884.

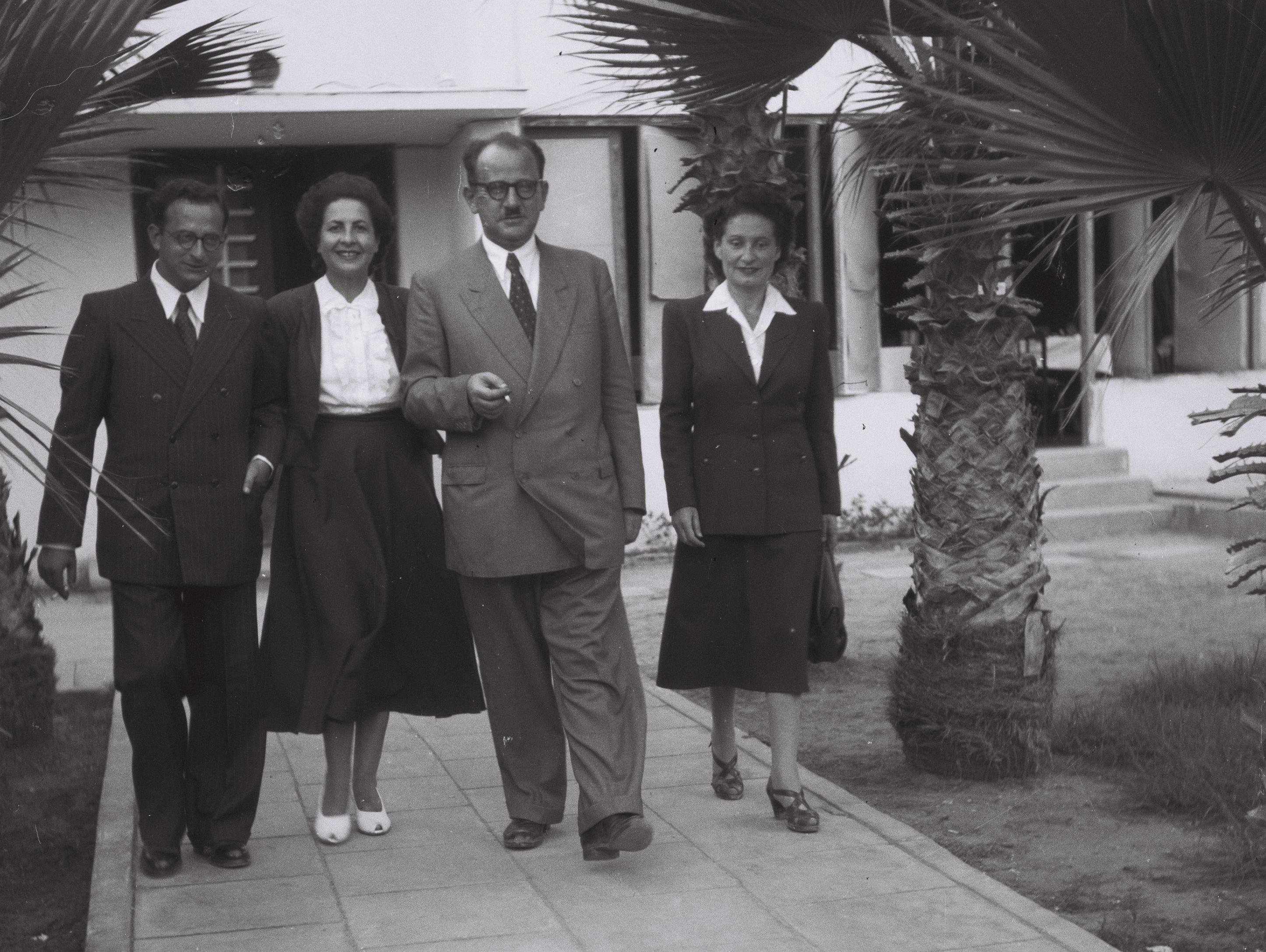
Jicchak Navon (vlevo) ve skupině izraelské diplomatické delegace v Uruguayi, říjen 1948

Ve dvanácti letech se stal členem revizionisticko-sionistického mládežnického hnutí Bejtar a posléze vstoupil do s hnutím spřízněné podzemní vojenské skupiny Irgun. V osmnácti letech však Irgun z ideologických důvodů opustil a přestoupil do podzemní vojenské organizace Hagana. Vystudoval hebrejskou literaturu a islamistiku na Hebrejské univerzitě v Jeruzalémě, kde po studiu do roku 1946 působil jako učitel na základní a střední škole. V letech 1946 až 1948 stál v čele arabského oddělení Hagany. Po založení státu v květnu 1948 byl ministerstvem zahraničních věcí jmenován druhým tajemníkem na izraelském velvyslanectví v Uruguayi a Argentině, kde působil v letech 1949 až 1950. Během svého pobytu v Jižní Americe přispíval do místních hebrejských novin.
Jeho o sedmnáct let mladší manželka Ofira Resnikovová vystudovala stejně jako manžel Hebrejskou univerzitu a poté, díky vítězství v soutěži krásy, získala stipendium na studium psychologie na Kolumbijské univerzitě. S manželem se seznámila v roce 1961 v úřadu ministerského předsedy, kde pracovala jako sekretářka. Svatbu měli o dva roky později a po osmiletém snažení zplodit potomka adoptovali dívku jménem Na'ama. Dva roky poté se jim narodil vlastní syn Erez. Ofira Navonová se angažovala se v řadě organizací na pomoc dětem a postiženým, navštěvovala raněné vojáky a zastupovala Izrael na řadě sympózií. Za svou roli v pomoci handicapovaným ji byla udělena řada ocenění. Zemřela v roce 1993 na leukemii.

## Politická kariéra
V letech 1951 až 1952 byl Navon politickým tajemníkem ministra zahraničních věcí Moše Šareta a v letech 1952 až 1963 politickým tajemníkem prvního ministerského předsedy Davida Ben Guriona a rovněž tak šéfem úřadu ministerského předsedy. V letech 1963 až 1965 zastával funkci ředitele odboru kultury na ministerstvu školství a kultury. Z této funkce zahájil kampaň „Vymýcení negramotnosti,“ během které se stovky příslušnic Izraelských obranných sil podílely na výuce hebrejštiny pro dospělé a imigranty žijících na geografické a socioekonomické periferii (tj. v odlehlých částech státu a v rozvojových městech). Taktéž, ve spolupráci s ministrem Zalmanem Aranem, inicioval myšlenku založení center kultury mládeže a sportu (dnešní komunitní centra matnas).
Navon byl členem strany Mapaj, která stála v čele Izraele od jeho založení. V roce 1964 však vstoupil do Ben Gurionovy nové strany Rafi, za kterou kandidoval parlamentních volbách v roce 1965 do Knesetu. Ve volbách se stal poslancem a mandát si udržel nepřetržitě až do roku 1978, kdy se stal prezidentem. Během svého prvního působení v Knesetu zastával po sedm let funkci místopředsedy Knesetu a čtyři roky byl předsedou výboru pro zahraniční věci a obranu. Byl však také členem dalších výborů, jmenovitě například výboru pro školství a kulturu či výboru pro bydlení. V roce 1968 vstoupil do Strany práce a v roce 1974 dohlížel na implementaci závěrů zprávy Agranatovy komise, týkající se poučení z jomkipurské války z roku 1973.
V roce 1972 byl na 28. Světovém sionistickém kongresu zvolen předsedou výkonné rady Světové sionistické organizace. To mu umožnilo „navázat kontakty s židovskými obcemi a židovskými organizacemi po celém světě.“ Rovněž tak byl předsedou americko-izraelského kulturního fondu.

### Prezidentství

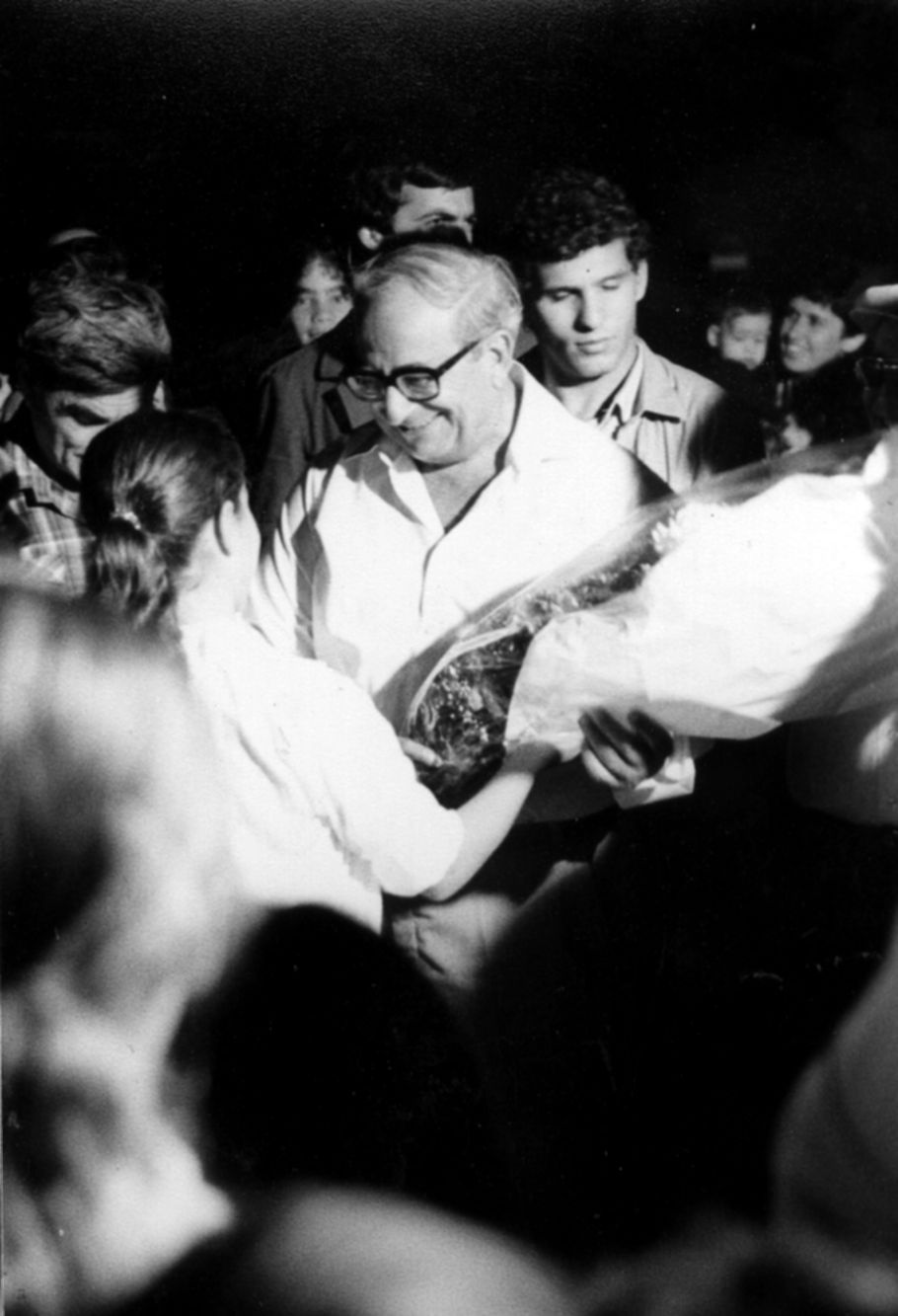
Prezident Navon přijímá kytici, 1982

Dne 19. dubna 1978 se v Izraeli konaly prezidentské volby. Jicchak Navon, toho času poslanec, byl jediným kandidátem a byl zvolen poměrem hlasů 86 pro, 0 proti, 11 se zdrželo a 23 hlasovacích lístků nebylo vyplněno. Slavnostní přísahu složil 29. května téhož roku. V 57 letech se stal v pořadí pátým izraelským prezidentem. V tomto úřadě však měl i několik prvenství; stal se prvním sabrou v tomto úřadě, prvním sefardským prezidentem a prvním prezidentem, který se odchýlil od ceremoniální role úřadu, dané mu zákonem. Rovněž tak se stal prvním izraelským prezidentem, který se s malými dětmi přestěhoval do prezidentské rezidence Bejt ha-Nasi v Jeruzalémě. Jeho manželka Ofira se velmi angažovala v podpoře dobrých životních podmínek pro izraelské děti a pro handicapované.
Období, kdy Navon zastával prezidentský úřad, bylo charakteristické velkou politickou, sociální a etnickou polarizací, která ještě více rozšiřovala izraelské konfliktní linie. Navon se snažil jednotlivé proti sobě stojící skupiny obyvatelstva sbližovat. Snažil se „vytáhnout lidi z periferie do hlavního proudu izraelského života, navštěvoval zanedbané osady a znevýhodněné městské čtvrti a podporoval sebedůvěru těchto komunit.“
| „                                                     | Získal si srdce egyptského lidu. | “ |
| — Anwar Sadat, po Navonově historické návštěvě Egypta |                                  |   |

Rovněž tak během tohoto období došlo ke kontroverznímu stažení izraelských civilistů a vojáků ze Sinaje a zrušení tamních izraelských osad. Potenciálně výbušnou situaci v předvečer stažení se podařilo zvládnout i díky Navonově vřelosti, diplomacii a prestiži úřadu. Toto stažení však Izraeli přineslo mírovou smlouvu s Egyptem, která byla slavnostně podepsána 26. března 1979 ve Spojených státech ve Washingtonu D.C. Na pozvání egyptského prezidenta Anwara Sadata pak Navon jako historicky první izraelský prezident podnikl státní návštěvu arabského státu. Během své návštěvy vystoupil před egyptským parlamentem s projevem v arabštině, čímž „na své hostitele zapůsobil a prolomil tak ledy a zbořil stereotyp Izraelců a Židů, coby ‚cizího elementu‘ v regionu.“
Jako prezident podnikal méně zahraničních cest a spíše cestoval po Izraeli a věnoval se řešením vnitrostátních problémů. Na pozvání amerického prezidenta Ronalda Reagana však podnikl státní návštěvu Spojených států, kde se setkal se členy Kongresu. Navštívil však také několik židovských škol a vedl dialog s americkými židovskými představiteli.
Jak již bylo zmíněno, úřad izraelského prezidenta je především ceremoniální funkce. Navon však tuto praxi narušil a započal období „političtějšího prezidentství.“ Vyjadřoval se ke kontroverzním politickým tématům, nepřímo kritizoval vládu a požadoval zřízení nezávislé vyšetřovací komise k prošetření izraelského podílu na masakru v Sabře a Šatíle, který provedli libanonští falangisté během první libanonské války v roce 1982. Za tímto účelem byla následně zřízena tzv. Kahanova komise, pojmenovaná po předsedovi Nejvyššího soudu Jicchaku Kahanovi.
Coby prezident otevřel prezidentskou rezidenci „spisovatelům a umělcům napříč kulturním spektrem.“

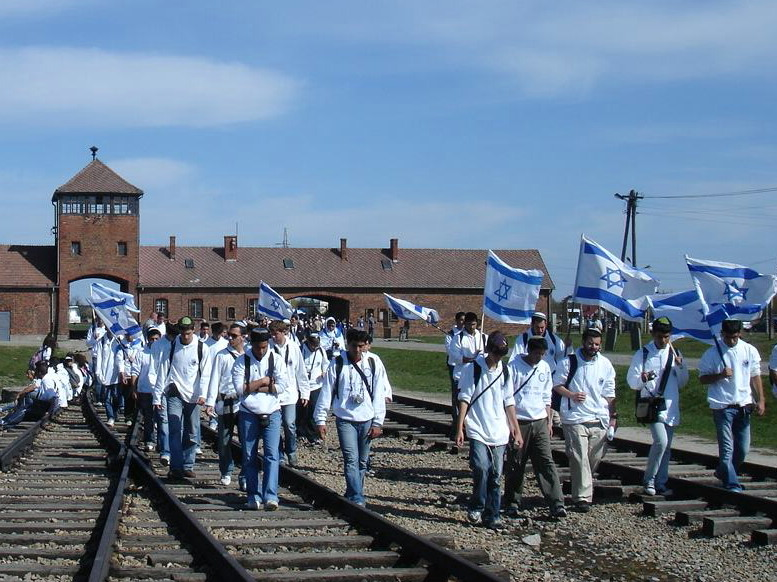
Vysílání izraelských studentů středních škol do Polska v rámci výuky o holocaustu je jedním z výsledků Navonova působení v čele ministerstva školství a kultury. Na fotografii izraelští studenti během pochodu živých v koncentračním táboře Auschwitz-Birkenau v roce 2007.

### Opět poslancem a nově členem vlády
V roce 1983 Navon odmítl možnost ucházet se o druhé funkční období v úřadu prezidenta. Namísto toho se vrátil do politiky, čímž se stal prvním a dosud jediným bývalým izraelským prezidentem, který tak učinil. Ve Straně práce stál proti dvěma rivalům, Jicchaku Rabinovi a Šimonu Peresovi. Rabin však z vedení strany odstoupil kvůli finančním skandálům, a přestože byl Navon populárnější než Peres, „s ohledem na klid ve vlastní straně, ustoupil ze svých nároků“ na předsednický post. Podporu veřejnosti, zejména pak mezi izraelskými Araby a voliči Mizrachi, si Navon získal svou plynulou arabštinou. Ve volbách v roce 1984 se stal znovu poslancem za Stranu práce a v letech 1984 až 1990 zastával funkci ministra školství a kultury ve vládě národní jednoty Šimona Perese a Jicchaka Šamira, kde byl zároveň místopředsedou vlády.
Jako ministr školství kladl velký důraz na „vědecko-technické vzdělání, hodnoty demokracie a soužití mezi etnickými komunitami a náboženstvími,“ ale také podporoval vzdělání arabského a drúzského obyvatelstva. Za jeho působení na ministerstvu došlo ke 30% rozšíření výuky arabštiny. Jednou z jeho politik byl tzv. „kulturní balíček,“ který každému školákovi zajišťoval vzdělání v oblasti kultury a umění. Mezi jeho významné počiny patří zavedení cest do Polska pro studenty středních škol, v rámci výuky o holocaustu. V roce 1985 byl jediným členem vlády, který při jednání o tzv. džibrílské dohodě hlasoval proti propuštění 1150 teroristů výměnou za tři izraelské válečné zajatce. Poslancem zůstal až do roku 1992, kdy opustil politiku. Téhož roku se ještě podílel na organizaci 500. výročí vyhnání Židů ze Španělska a za Izrael podepsal první kulturní dohodu se Španělskem.

## Po odchodu z politiky

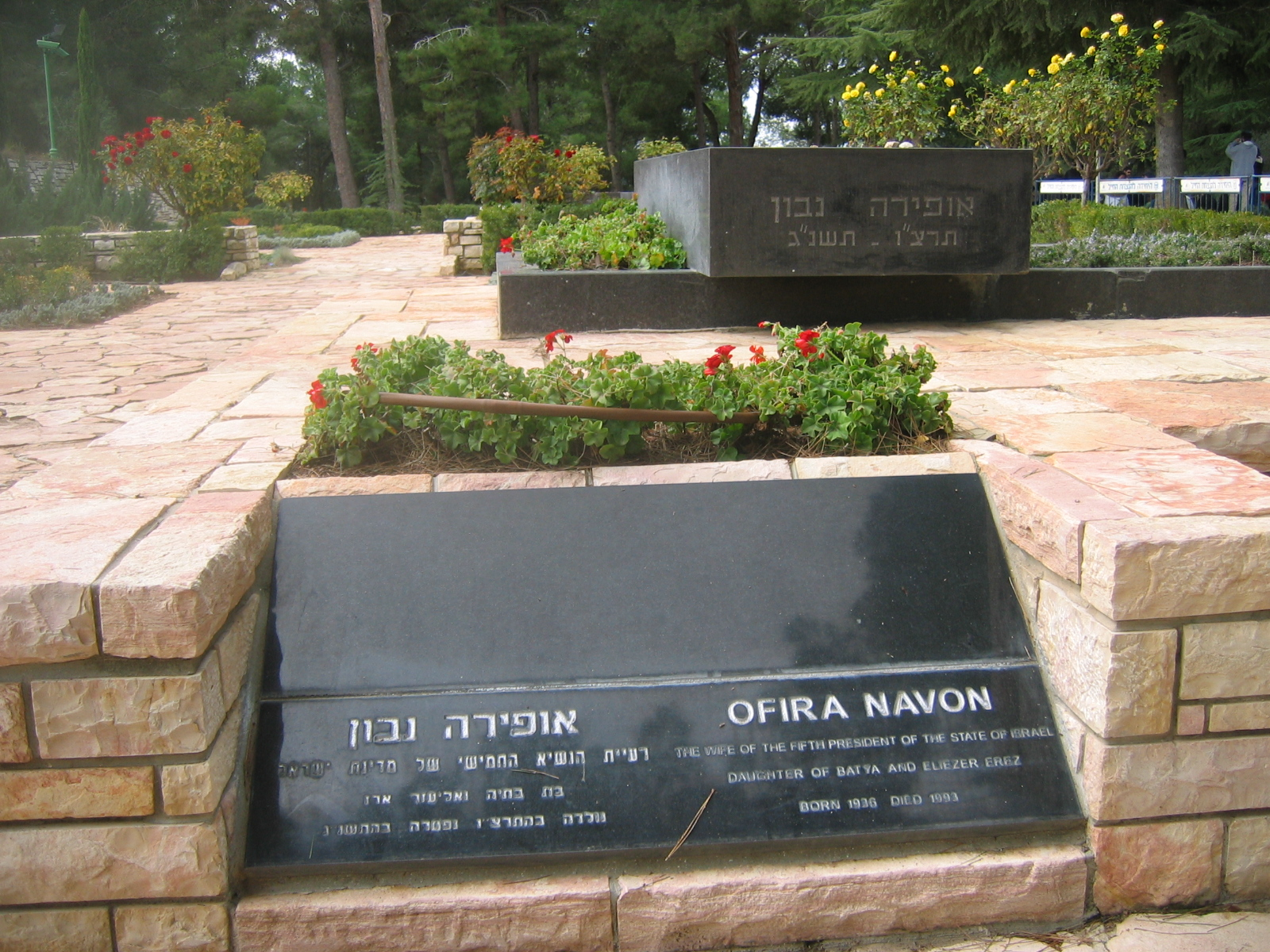
Hrob Navonovy manželky Ofiry, které zemřela v roce 1993, na Herzlově hoře v Jeruzalémě.

Po odchodu z politiky působil jako předseda řady organizací, „které odrážely jeho osobnost a zájmy.“ Šlo například o Národní úřad pro ladino kulturu, společnost Neot Kedumim‎ (jejím cílem je uchování biblické krajiny a rekonstrukce flóry zmíněné v Tanachu a Talmudu), jeruzalémskou Rubinovu hudební a taneční akademii a rovněž se stal čestným předsedou Abrahamova fondu (hebrejsky: Keren Avraham), jehož cílem je podpora soužití a porozumění mezi izraelskými Židy a Araby.
Nadále se vyjadřoval k veřejnému dění a účastnil se státních oslav. V roce 2009 se zúčastnil oficiální ceremonie k příležitosti 30. výročí uzavření egyptsko-izraelské mírové smlouvy, která byla uzavřena v době jeho působení v úřadu prezidenta. V předvečer 60. výročí vzniku Izraele varoval před hrozbou Íránu a vyzval k uzavření míru se Sýrií, který by podle něj oslabil vliv Íránu v regionu. Vyjádřil se také k organizaci Hamás, ovládající Pásmo Gazy: „Co se Hamásu týče, to není otázka území, kompromisu, stáhnout se či nikoliv. Neuznává právo [Izraele] na existenci.“ K politické situaci v Izraeli se v dubnu 2009 vyjádřil pro deník Ha'arec následovně:
| „                               | Myslím, že v minulosti byl na ideologii kladen mnohem větší důraz. Co v dnešním politickém životě postrádám, je osobnost, jakou byl Ben Gurion. Žádnou takovou dnes nevidím. V minulosti jste vstupovali do strany hlavně pro její ideologii, její program, ale dnes můžete vidět, jak se lidé pohybují z jedné strany do druhé bez většího povyku. Hlavním motivem, bohužel, není ideologický důvod, ale spíše osobní zisk v podobě křesel a postů. | “ |
| — Jicchak Navon, 20. dubna 2009 | |   |

V roce 2013 vyzval v souvislosti s občanskou válkou v Sýrii ke zřízení polní nemocnice na Golanských výšinách, kde by mohli být ošetřeni Syřané, kteří požádají o zdravotní pomoc. Zemřel 6. listopadu 2015 ve věku 94 let. Některé zdroje uvádějí jako datum úmrtí 7. listopad.

## Umělecká tvorba
Ve svých dílech se snažil o zachování dědictví španělského židovstva. Byl například autorem dvou muzikálů založených na sefardském folklóru. Jsou jimi Romancero Sefardi z roku 1968, který byl koncertem duchovní a světské hudby, a Bustan Sefardi (doslova „Španělská zahrada“) z roku 1970, který vypráví o příběhu sefardské rodiny v Jeruzalémě. Druhý zmíněný muzikál byl v roce 1979 oceněn cenou Kinor David‎ a oba muzikály se úspěšně představily v izraelském národním divadle ha-Bima v Tel Avivu. Kromě muzikálů byl autorem řady povídek týkajících se duchu Jeruzaléma. Patří mezi ně například povídka „Šest dní a sedm bran“ (hebrejsky: Šešet ha‑jamim šiv'at še'arim) jež byla distribuována izraelským vojákům. Navonova tvorba se ale dotkla i televizní produkce; byl autorem televizního pořadu Out of Spain: Jerusalem, Which Was in Sepharad popularizujícího život sefardské komunity.